# Barra da Estiva
Barra da Estiva là một đô thị thuộc bang Bahia, Brasil. Đô thị này có diện tích 1401,98 km², dân số năm 2007 là 20606 người, mật độ 14,7 người/km².